# Gilles Archambault
Pour les articles homonymes, voir Archambault (homonymie).
Œuvres principales
- Stupeurs (1979)
- Qui de nous deux? (2011)
- Combien de temps encore? (2017)
- Tu écouteras ta mémoire (2019)

Gilles Archambault, né le 19 septembre 1933 à Montréal, au Québec, est un romancier et nouvelliste québécois. Il a publié plusieurs textes dans plusieurs genres différents (romans, nouvelles, théâtre, essai, etc.). Son fonds d'archives est conservé à la Bibliothèque et Archives nationales du Québec (BAnQ).

## Biographie
En 1955, il obtient son baccalauréat au Collège Sainte-Marie et sa licence en lettres de l'Université de Montréal en 1957.
Il a créé une maison d'édition avec Jacques Brault et François Ricard, les Éditions du Sentier, qui a existé de 1978 à 1986.
Féru de jazz, il a beaucoup écrit sur le genre et a animé l'émission Jazz Soliloque à Radio-Canada pendant de nombreuses années.
Écrivain profondément mélancolique, considéré comme « discret », il a publié avec régularité, depuis les années 1960, des livres traitant du temps, du vieillissement, de la mort. Des œuvres qui « sans être autobiographiques, sont des témoins très proches de l'homme que j'ai été », a-t-il confié à Sophie Marcotte et François Ricard lors d'un entretien parmi les nombreux qu'il a donnés,,.
Blandine Campion, spécialiste de l'œuvre, a écrit que le romancier explore le même espace restreint depuis quarante-et-un ans. Elle décrit cet espace ainsi : « l'espace de "l'à-quoi-bon", ce lieu incernable dans lequel le temps fuit inexorablement, ralentissant les gestes, raréfiant l'oxygène et rendant vaine toute velléité d'action ou de changement puisque, de toute façon, "tout est toujours trop tard" ». Ailleurs, Blandine Campion insiste sur l'importance de la parole et de la voix chez Gilles Archaumbault, importance que manifeste les très nombreux monologues et soliloques dans l'ensemble de son oeuvre.
Il a dit écrire pour « trouver une réponse inexistante à l'inconfort de vivre ».
Pendant plusieurs années, à partir de 1988, et ce, jusqu'en 2017, il a mené des entrevues avec des écrivains québécois au Salon du livre de Montréal.
À l'émission de radio de Joël Le Bigot, à Radio-Canada, il a offert des chroniques matinales, des billets d'humeur, mêlant « ironie, sarcasmes, balivernes et boutades ». Celles-ci ont été reprises en livres.
Le fonds d'archives de Gilles Archambault est conservé au Centre d'archives de Montréal de la Bibliothèque et Archives nationales du Québec.

## Œuvres

### Romans
- Une suprême discrétion, Montréal, CLF/Club du Livre de France, 1963, 158 p. coll. Boréal Compact, 2009, 2011  (ISBN 978-2-7646-0675-9)[12]
- La Vie à trois, Montréal, CLF 1965, Stanké, 1983, 178 p.  (ISBN 2-7604-0122-7), coll. Boréal Compact, 2004, 194 p.  (ISBN 2-7646-0344-4)
- Le Tendre Matin, Montréal, CLF 1969, 146 p. Boréal, 1994, 155 p.  (ISBN 2-8905-2616-X)
- Parlons de moi, Montréal, CLF 1970, 204 p. coll. Boréal Compact, 1997, 164 p.  (ISBN 2-8905-2839-1)
  - (en) One for the Road, Ottawa, Oberon Press 1982  (ISBN 0-8875-0434-5)
- La Fleur aux dents, Montréal, CLF 1971, 238 p. Quinze, 1980, 247 p.  (ISBN 2-8902-6241-3), coll. Boréal Compact, 2002, 184 p.  (ISBN 2-7646-0186-7)
  - (en) The Man with a flower in his mouth, Ottawa, Oberon Press, 1983  (ISBN 0-8875-0501-5))
- La Fuite immobile, Montréal, Éditions de l'Actuelle, 1974, 170 p.  (ISBN 0-7752-0047-6), Stanké, 1982, 180 p.  (ISBN 2-7604-0180-4), coll. Boréal Compact, 2000, 175 p.  (ISBN 2-7646-0014-3)
  - (en) Standing flight, Ottawa, Oberon Press, 1986  (ISBN 0-8875-0621-6)
- Les Pins parasols, Montréal, Quinze, 1976, 158 p.  (ISBN 0-8856-5008-5), Quinze, 1980, 164 p.  (ISBN 2-8902-6224-3), L'Hexagone, coll. Typo, 1988, 153 p.  (ISBN 2-8929-5020-1), coll. Boréal Compact, 2003, 178 p.  (ISBN 2-7646-0246-4)
  - (en) The Umbrella Pines, Ottawa, Oberon Press 1980  (ISBN 0-8875-0360-8)
- Le Voyageur distrait, Montréal, Stanké, 1981, 120 p.  (ISBN 2-7604-0162-6), L'Hexagone, coll. Typo, 1988, 147 p. (ISBN 2-8929-5018-X), coll. Boréal Compact, 2006  (ISBN 2-7646-0452-1)
- À voix basse, Montréal, Boréal, 1983, 157 p.  (ISBN 2-8905-2082-X)
- Les Choses d'un jour, Montréal, Boréal, 1991, 148 p.  (ISBN 2-8905-2430-2)
- Enfances lointaines, Montréal, Boréal, 1992  (ISBN 2-8905-2450-7)
- Tu ne me dis jamais que je suis belle, Montréal, Boréal, 1994  (ISBN 2-8905-2614-3), coll. Boréal Compact, 1996  (ISBN 2-8905-2760-3)
- Un homme plein d'enfance, Montréal, Boréal, 1996, 126 p.  (ISBN 2-8905-2776-X)
- Les Maladresses du cœur, Montréal, Boréal, 1998, 221 p.  (ISBN 2-8905-2907-X)
- Courir à sa perte, Montréal, Boréal, 2000, 198 p.  (ISBN 2-7646-0051-8)
- De l'autre côté du pont, Montréal, Boréal, 2004, 196 p.  (ISBN 2-7646-0320-7)
- Les Rives prochaines, Montréal, Boréal, 2007  (ISBN 978-2-7646-0542-4)
- Nous étions jeunes encore, Montréal, Boréal, 2009  (ISBN 978-2-7646-0674-2)
- Qui de nous deux?, Montréal, Boréal, 2011  (ISBN 978-2-7646-2136-3)
- Lorsque le cœur est sombre, Montréal, Boréal, 2013  (ISBN 978-2-7646-2212-4)
- Doux Dément, Montréal, Boréal, 2015  (ISBN 978-2-7646-2410-4)
- Il se fait tard, Montréal, Boréal, 2021  (ISBN 978-2-7646-2581-1)
- Les années s'écoulent lentes et légères, Montréal, Boréal, 2025  (ISBN 978-2-7646-2410-4)

### Recueils de nouvelles
- Enfances lointaines, Montréal, CLF 1972, Boréal, 1992  (ISBN 978-2-8905-2450-7)
- L'Obsédante Obèse et autres agressions, Montréal, Boréal, 1987  (ISBN 2-8905-2188-5), coll. Boréal Compact, 1996  (ISBN 2-8905-2743-3)
  - (en) In a minor key, Ottawa, Oberon Press, 1990  (ISBN 0-8875-0824-3)
- Comme une panthère noire, Montréal, Boréal, 2001, 168 p.  (ISBN 2-7646-0144-1)
- De si douce dérives, Montréal, Boréal, 2003, 168 p.  (ISBN 2-7646-0240-5)
- L'Ombre légère, Montréal, Boréal, 2006,184 p.  (ISBN 2-7646-0451-3)
- Un promeneur en novembre, Montréal, coll. Boréal Compact, Boréal, 2011, 240 p.  (ISBN 978-2-7646-2080-9)
- Combien de temps encore?, Montréal, coll. Boréal Compact, Boréal, 2017, 144 p.  (ISBN 978-2-7646-2450-0)
- À peine un petit air de jazz, Montréal, Boréal, 2017, 120 p.  (ISBN 9782764625125)
- Mes débuts dans l'éternité, Montréal, Boréal, 2022, 136 p.  (ISBN 9782764627211)
- La candeur du patriache, Montréal, Boréal, 2023, 102 p.  (ISBN 9782764627723)
- Vivre à feu doux, Montréal, Boréal, 2024, 112 p.  (ISBN 9782764628058)

### Nouvelles
- Amour maternel, dans le collectif « Fuites et poursuites », Montréal, Quinze, 1982  (ISBN 2-8902-6307-X), Quinze, 1985  (ISBN 2-8902-6346-0)
- Premiers Amours - collectif d'auteurs, Montréal, Stanké, 1988, 261 p.  (ISBN 2-7604-0318-1)

### Théâtre
- Le Tricycle et Bud Cole Blues, Montréal, Leméac, 1974, 79 p.

### Chroniques et essais
- Une discothèque de base (avec Pyer Gingras et Jacques Thériault), Montréal, Leméac, 1973, 242 p.[13]
- Les Plaisirs de la mélancolie, Montréal, Quinze, 1980, 133 p.  (ISBN 2-8902-6207-3), Boréal, coll. Papiers collés, 1994, 116 p.  (ISBN 2-8905-2615-1)
- Le Regard oblique, Rumeurs de la vie littéraire, Montréal, Boréal, coll. Papiers collés, 1984, 179 p.  (ISBN 2-8905-2103-6)
- Chroniques matinales, Montréal, coll. Papiers collés, Boréal, 1989  (ISBN 2-8905-2279-2)
- Nouvelles chroniques matinales, Montréal, coll. Papiers collés, Boréal, 1994  (ISBN 2-8905-2618-6)
- Dernières chroniques matinales, Montréal, coll. Papiers collés, Boréal, 1996  (ISBN 2-8905-2750-6)
- Sortir de chez soi, Montréal, coll. Lieu-dit, Le Noroît, 2013  (ISBN 978-2-8901-8799-3)
- Une démarche de chat : notes sur une façon de vivre, Montréal, coll. Essai, Le Noroît, 2016  (ISBN 978-2-8976-6001-7)

### Récits
- Stupeurs, Montréal, Édition du Sentier 1979, 77 p. L'Hexagone, 1994, 70 p.  (ISBN 2-8905-2616-X et 2-8900-6502-2), coll. Boréal Compact, 2007  (ISBN 978-2-7646-0543-1)
- Un après-midi de septembre, Montréal, Boréal, 1993  (ISBN 2-8905-2542-2), coll. Boréal Compact, 1994, 109 p.  (ISBN 2-8905-2617-8)
- Tu écouteras ta mémoire, Montréal, Boréal, 2019, 136 p.  (ISBN 9782764625811)

### Carnets
- En toute reconnaissance : carnet de citations plutôt littéraires, Montréal, Boréal, 2018  (ISBN 9782764625453)

## Prix et honneurs
- 1981 - Prix Athanase-David pour l’ensemble de son œuvre[14]
- 1987 - Prix littéraire du Gouverneur général pour L'obsédante obèse et autres agressions, une collection de courts morceaux de prose[15]
- 2005 - Prix Fleury-Mesplet[16]
- 2013 - Finaliste au Prix littéraire des collégiens pour Qui de nous deux?[17]